# アンヘル・アルヴァレス
アンヘル・アルヴァレス（Angel Alvarez 本名：Angel Alvarez Fernandez 1906年9月26日 - 1983年12月13日）は、スペインの映画俳優。スペイン・マドリード出身である。

## 略歴
1943年から1983年まで俳優として活動し、出演した作品は映画とTV作品を含めて240余作にも上る。出演作の大半は自国映画で、脇役専門だった。他のスペイン俳優の様に自国ロケのハリウッド映画には進出しなかった。1960年代まではクレジットされないことも度々だった。また、外国映画の声優も務め、1937年からは脚本を数本手掛けている。
1960年代からスペインで西部劇が撮影される様になるとゾロ西部劇と呼ばれる『復讐者ゾロ』（1962年/未ソフト化）を皮切りにマカロニ・ウエスタンにも数本脇役出演した。
その代表的なのがセルジオ・コルブッチ監督の『続・荒野の用心棒』（1966年）であり、2つの勢力が対峙するメキシコ国境の町にある酒場の主人ナタニエレ役で、抗争に翻弄された挙げ句に共倒れを画策する主人公ジャンゴ（演じるはフランコ・ネロ）に肩入れしたために殺される役柄だった。この頃より小柄でずんぐりとして無精髭の面相がトレードマークとなった。
他にもコルブッチ監督の『さすらいのガンマン』（1966年）にも銀行員役で起用され、『荒野の墓標』（1966年）、『傷だらけの用心棒』（1967年/未/TV放映）、『怒りの用心棒（復讐のダラス）（ダラス・ブリット/怒りと復讐の果て）』（1969年/未/TV放映/ビデオ）、『ダーティ・セブン/禿鷹要塞爆破作戦（要塞攻防戦/いのち知らずのならず者）』（1972年/未/TV放映/ビデオ）にも出演した。アルヴァレスはアウトローよりも庶民的な人間役が似合い、セルジオ・レオーネ監督の『荒野の用心棒』（1964年）の酒場の親父役で知られるホセ・カルヴォの系列に属する。また、ヴィクトール・イスラエルやフランシスコ・サンズ、リカルド・パラシオス、マヌエル・ムニス等も市井の人々を演じたスペイン俳優である。
1973年には西ドイツのヴィム・ヴェンダース監督作品『緋文字』に脇役出演した。17世紀のアメリカを舞台としたナサニエル・ホーソーン原作の映画化だった。本作にはアルヴァレスと『続・荒野の用心棒』（1966年）のジャクスン少佐役で共演したエドゥアルド・ファヤルドも脇役出演していた。

## フィルモグラフィ
- 『復讐者ゾロ』（1962年/未ソフト化）ホアキン・ルイス・ロメロ・マルチェント監督、ヘースス・フランコ脚本
- 『続・荒野の用心棒』（1966年）セルジオ・コルブッチ監督、ルッジェロ・デオダート助監督
- 『さすらいのガンマン（ナバホジョー）』（1966年）セルジオ・コルブッチ監督、ルッジェロ・デオダート助監督
- 『荒野の墓標』（1966年）ジャンニ・プッチーニ監督
- 『傷だらけの用心棒』（1967年/未/TV放映）（クレジットなし）ロベール・オッセン監督
- 『豹/ジャガー』（1968年）（クレジットなし）セルジオ・コルブッチ監督
- 『怒りの用心棒（復讐のダラス）（ダラス・ブリット/怒りと復讐の果て）』（1969年/未/TV放映/ビデオ）トニーノ・ヴァレリイ監督
- 『大西部無頼列伝』（1970年）（クレジットなし）フランク・クレーマー（ジャンフランコ・パロリーニ）監督
- 『革命の銃』（1971年/未ソフト化）（クレジットなし）アーサー・ルービン監督、アーネスト・ボーグナイン出演
- 『ダーティ・セブン/禿鷹要塞爆破作戦（要塞攻防戦/いのち知らずのならず者）』（1972年/未/TV放映/ビデオ）（クレジットなし）トニーノ・ヴァレリイ監督
- 『西部の詐欺師』（未ソフト化）